# Chaetodipus eremicus
Espèce
Statut de conservation UICN

 LC  : Préoccupation mineure
Chaetodipus eremicus est une espèce qui fait partie des mammifères Rongeurs de la famille des Heteromyidae. Ce sont des souris à poches, c'est-à-dire à larges abajoues, et à poil dur. Cet animal vit au Mexique et aux États-Unis.
L'espèce a été décrite pour la première fois en 1898 par un chirurgien militaire et un ornithologue américain, Edgar Alexander Mearns (1856-1916). 

## Liste des sous-espèces
Selon Mammal Species of the World (version 3, 2005)  (27 nov. 2012) :
- sous-espèce Chaetodipus eremicus atrodorsalis
- sous-espèce Chaetodipus eremicus eremicus